# James Hedgcock
James Hedgcock (Hamilton, 15 novembre 2001) è un pistard e ciclista di BMX canadese.

## Palmarès

### Pista
- 2019

Campionati canadesi, Velocità a squadre (con Je'Land Sydney e Nick Wammes)
- 2020

Campionati canadesi, Velocità a squadre (con Je'Land Sydney e Nick Wammes)
- 2022

Campionati canadesi, Keirin
Campionati canadesi, Velocità a squadre (con Tyler Rorke e Nick Wammes)
- 2023

Campionati canadesi, Velocità
Campionati canadesi, Keirin
Campionati canadesi, Chilometro a cronometro
Campionati canadesi, Velocità a squadre (con Tyler Rorke e Nick Wammes)
Campionati panamericani, Chilometro a cronometro
Campionati panamericani, Velocità a squadre (con Tyler Rorke e Nick Wammes)

## Piazzamenti

### Competizioni mondiali
- Campionati del mondo su pista

Francoforte sull'Oder 2019 - Velocità a squadre Junior: 8º
Francoforte sull'Oder 2019 - Keirin Junior: 10º
Francoforte sull'Oder 2019 - Velocità Junior: 29º
Francoforte sull'Oder 2019 - Chilometro Junior: 14º
Saint-Quentin-en-Yvelines 2022 - Velocità a squadre: 8º
Saint-Quentin-en-Yvelines 2022 - Keirin: 19º
Saint-Quentin-en-Yvelines 2022 - Chilometro: 8º
- Campionati del mondo di BMX

Baku 2018 - Junior: 44º
Heusden-Zolder 2019 - Junior: 27º